# تینک پوتینگر
تینک پوتینگر (انگلیسی: Tinks Pottinger؛ زادهٔ ۲۶ آوریل ۱۹۵۶) ورزشکار اهل نیوزیلند است.
وی در مسابقات کشوری و بین‌المللی در مجموع برندهٔ ۱ مدال برنز شده‌است.